# فری کلاس کی
فری کلاس کی (به انگلیسی: K-class ferry) یک کلاس از کشتی است.